# سليمو سيلا
سليمو سيلا (بالفرنسية: Salimo Sylla)‏ (25 يناير 1994 في فرنسا - ) هو لاعب كرة قدم غيني وفرنسي في مركز الدفاع. لعب مع نادي أوكسير ونادي تروا.

## وصلات خارجية
- سليمو سيلا على موقع قاعدة بيانات كرة القدم.إي يو (الإنجليزية)
- سليمو سيلا على موقع Soccerway.com (الإنجليزية)
- سليمو سيلا على موقع عالم كرة القدم.نت (الإنجليزية)